# Idyellopsis typica
Idyellopsis typica är en kräftdjursart som beskrevs av Lang 1948. Idyellopsis typica ingår i släktet Idyellopsis, och familjen Tisbidae. Arten är reproducerande i Sverige.